# Jean Asselborn
Jean Asselborn (Steinfort, 1949. április 27. –) luxemburgi politikus, a Jean-Claude Juncker vezette kormány miniszterelnök-helyettese és külügyminisztere.
Asselborn 1981-ben szerzett jogi diplomát a franciaországi Nancy egyetemén. 1982-ben Steinfort polgármestere lett. 1984-től 2004-ig a Luxemburgi Szocialista Munkáspárt képviselőjeként a parlament tagja volt. 1989-től a párt frakcióvezetője, 1997-től 2004-ig pedig a párt elnöke volt. 2004. július 31. óta a kormány tagja: miniszterelnök-helyettes és külügyminiszter. (2004 és 2009 között a bevándorlásügyi tárca is hozzá tartozott.) Asselborn képviseli Luxemburgot az Európai Unió Tanácsában a külügyi és általános kérdésekben. 2000-től 2004-ig az Európai Szocialisták Pártjának alelnöke volt.